# Jérémy Benoit
Jérémy Benoit (2 februari 1985) is een Frans wielrenner, van origine gespecialiseerd in het veldrijden.

## Belangrijkste overwinningen
2013
- Veldrit Denain
- Veldrit Jeumont
- Veldrit Saint-Martin-au-Laërt